# NGC 5062
NGC 5062 ist eine Linsenförmige Galaxie vom Hubble-Typ S0 im Sternbild Zentaur am Südsternhimmel. Sie ist schätzungsweise 140 Millionen Lichtjahre von der Milchstraße entfernt und hat einen Durchmesser von etwa 100.000 Lichtjahren. Vermutlich bildet sie zusammen mit NGC 5063 ein gravitativ gebundenes Galaxienpaar und gemeinsam mit zwei weiteren Galaxien gelten sie als Mitglieder der NGC 5063-Gruppe (LGG 340).
Das Objekt wurde am 1. Mai 1834 vom britischen Astronomen John Herschel mit einem 18-Zoll-Spiegelteleskop entdeckt, der dabei „eF, vS, E. (? if really a nebula.)“ notierte; und bildet zusammen mit dem Nicht-NGC-Objekt PGC 3094759 (NGC 5062-2) eine auf Grund fehlender Wechselwirkung wahrscheinlich nur optische Doppelgalaxie.